# Efferia dubia
Efferia dubia är en tvåvingeart som först beskrevs av Samuel Wendell Williston  1885.  Efferia dubia ingår i släktet Efferia och familjen rovflugor.
Artens utbredningsområde är Arizona. Inga underarter finns listade i Catalogue of Life.